# Tucunduva
Tucunduva là một đô thị thuộc bang Rio Grande do Sul, Brasil. Đô thị này có diện tích 180,804 km², dân số năm 2007 là 5907 người, mật độ 32,67 người/km².